# Cariofilacee
Cariofilaceele (Caryophyllaceae) sunt o familie de plante superioare angiosperme dicotiledonate din ordinul Caryophyllales care cuprinde plante erbacee anuale, bianuale sau perene, rareori subfrutescente,  răspândite pe tot globul pământesc, mai ales în zonele temperate. Se cunosc cca 2395 de specii și 93 de genuri grupate în 3 subfamilii: Alsinoideae, Caryophylloideae, Paronychioideae. Tulpini articulate, îngroșate la noduri. Frunze simple, întregi, nedivizate, opuse, rar alterne, fără stipele. Inflorescențe cimoase, de obicei cime dicaziale, bogate în flori. Flori de obicei bisexuate (hermafrodite), uneori prin avortare unisexuate monoice sau dioice, actinomorfe, pentamere, rareori unisexuate și tetramere.  Periant (înveliș floral) dublu, rareori simplu. Caliciu dialisepal, adeseori persistent, cu 5 sau 4 sepale libere sau concrescute. Corolă dialipetală, cu 5, 4 sau 10 petale  (uneori complet redusă), deseori purtând o coronulă formată din apendiculii ce se găsesc pe linia de unire a laminei petalelor cu unguicula. Androceul  cu 5 sau 10 stamine. Ginecel cenocarpic, 2-8 sau de obicei 5-carpelar, cu ovar superior (rar semiinferior), unilocular sau  septat, deseori așezat pe o prelungire a axei numită ginofor, care la maturitate devine carpofor, multiovulat cu ovule numeroase, dispuse pe o coloană centrală, 2-5 stile libere. Placentație centrală axilară sau bazală. Fructul este o capsulă denticulată multispermă, rareori bacă sau achenă. În România există 171 de specii ce aparțin la 25 de genuri. Unele specii cresc prin locurilor înierbate, altele apar ca buruieni prin culturi. Puține sunt speciile cu importanță ornamentală. Este de remarcat numărul relativ mare al speciilor endemice din România.

## Specii din România
Flora României conține 171 specii ce aparțin la 25 de genuri:
- Agrostemma
  - Agrostemma githago = Neghină
- Arenaria
  - Arenaria biflora = Studentiță
  - Arenaria ciliata = Studentiță
  - Arenaria leptoclados = Studentiță
  - Arenaria procera = Studentiță
  - Arenaria rigida = Studentiță
  - Arenaria rotundifolia = Studentiță
  - Arenaria serpyllifolia = Studentiță
- Bufonia
  - Bufonia tenuifolia
- Cerastium
  - Cerastium alpinum = Cornuț de munte
  - Cerastium argenteum = Struna cocoșului, Cornuț
  - Cerastium arvense = Cornuț
  - Cerastium banaticum = Struna cocoșului, Cornuț
  - Cerastium brachypetalum = Struna cocoșului, Cornuț
  - Cerastium cerastoides = Struna cocoșului, Cornuț
  - Cerastium dubium = Struna cocoșului, Cornuț
  - Cerastium fontanum = Struna cocoșului, Cornuț
  - Cerastium glomeratum = Struna cocoșului, Cornuț
  - Cerastium gracile = Struna cocoșului, Cornuț
  - Cerastium holosteoides = Struna cocoșului, Cornuț
  - Cerastium pumilum = Struna cocoșului, Cornuț
  - Cerastium semidecandrum = Struna cocoșului, Cornuț
  - Cerastium sylvaticum = Struna cocoșului, Cornuț
  - Cerastium tomentosum = Struna cocoșului, Cornuț
  - Cerastium transsilvanicum = Struna cocoșului, Cornuț
- Cucubalus
  - Cucubalus baccifer = Pleșcaiță
- Dianthus
  - Dianthus armeria = Garoafă
  - Dianthus banaticus = Garoafă
  - Dianthus barbatus = Garoafă
  - Dianthus bessarabicus = Garoafă
  - Dianthus callizonus = Garofița Pietrei Craiului
  - Dianthus campestris = Garoafă
  - Dianthus capitatus = Garoafă
  - Dianthus carthusianorum = Garoafă
  - Dianthus caryophyllus = Garoafă
  - Dianthus chinensis = Cuișoare
  - Dianthus collinus = Garoafă
  - Dianthus deltoides = Garofițe
  - Dianthus dobrogensis = Garoafă
  - Dianthus giganteiformis = Garoafă
  - Dianthus giganteus = Garoafă
  - Dianthus glacialis = Garoafă
  - Dianthus guttatus = Garoafă
  - Dianthus henteri = Garoafă
  - Dianthus kladovanus = Garoafă
  - Dianthus leptopetalus = Garoafă
  - Dianthus membranaceus = Garoafă
  - Dianthus nardiformis = Garoafă
  - Dianthus pallens = Garoafă
  - Dianthus petraeus = Garoafă
  - Dianthus pinifolius = Garoafă
  - Dianthus platyodon = Garoafă
  - Dianthus pratensis = Garoafă
  - Dianthus pseudarmeria = Garoafă
  - Dianthus serotinus = Garoafă
  - Dianthus speciosus = Garoafă
  - Dianthus spiculifolius = Garoafă
  - Dianthus superbus = Garoafă
  - Dianthus tenuifolius = Garoafă
  - Dianthus trifasciculatus = Garoafă
- Gypsophila
  - Gypsophila collina = Vălul miresei
  - Gypsophila muralis = Vălul miresei
  - Gypsophila pallasii = Vălul miresei
  - Gypsophila paniculata = Ipcărige
  - Gypsophila perfoliata = Vălul miresei
  - Gypsophila petraea = Vălul miresei
- Herniaria
  - Herniaria glabra = Feciorică
  - Herniaria hirsuta = Feciorică
  - Herniaria incana = Feciorică
- Holosteum
  - Holosteum umbellatum = Cuișoriță
- Kohlrauschia
  - Kohlrauschia prolifera (Petrorhagia prolifera)
  - Kohlrauschia saxifraga (Petrorhagia saxifraga)
- Lychnis
  - Lychnis chalcedonica = Arșinic
  - Lychnis coronaria = Curcubeu, Flocoșele
  - Lychnis flos-cuculi = Floarea cucului
  - Lychnis viscaria = Lipicioasă
- Minuartia
  - Minuartia adenotricha
  - Minuartia capillacea
  - Minuartia glomerata
  - Minuartia graminifolia
  - Minuartia hamata
  - Minuartia hirsuta
  - Minuartia hybrida
  - Minuartia laricifolia
  - Minuartia mesogitana
  - Minuartia recurva
  - Minuartia rubra
  - Minuartia sedoides
  - Minuartia setacea
  - Minuartia verna = Mierluță
  - Minuartia viscosa
- Moehringia
  - Moehringia grisebachii = Merinană
  - Moehringia jankae = Merinană
  - Moehringia muscosa = Scânteiuțe albe
  - Moehringia pendula = Merinană
  - Moehringia trinervia = Merinană
- Moenchia
  - Moenchia mantica
- Myosoton
  - Myosoton aquaticum (Stellaria aquatica) = Pleșcaiță
- Paronychia
  - Paronychia cephalotes
  - Paronychia kapela
- Petrorhagia
  - Petrorhagia illyrica
- Polycarpon
  - Polycarpon tetraphyllum
- Sagina
  - Sagina apetala = Grășătoare
  - Sagina maritima = Grășătoare
  - Sagina nodosa = Grășătoare
  - Sagina procumbens = Grășătoare
  - Sagina saginoides = Grășătoare
  - Sagina subulata = Grășătoare
- Saponaria
  - Saponaria bellidifolia = Odogaci
  - Saponaria glutinosa = Odogaci
  - Saponaria officinalis = Săpunăriță, Odogaci
  - Saponaria pumilio = Odogaci
- Scleranthus
  - Scleranthus annuus
  - Scleranthus perennis = Sincerică
  - Scleranthus polycarpos
  - Scleranthus uncinatus = Studentiță
  - Scleranthus verticillatus
- Silene
  - Silene acaulis = Iarbă roșioară
  - Silene armeria = Milițea roșie
  - Silene borysthenica
  - Silene bupleuroides
  - Silene chersonensis
  - Silene chlorantha
  - Silene compacta
  - Silene conica
  - Silene cserei
  - Silene dichotoma
  - Silene dinarica
  - Silene dioica = Opaiță roșie
  - Silene donetzica
  - Silene exaltata
  - Silene flavescens
  - Silene gallica
  - Silene gallinyi
  - Silene heuffelii
  - Silene italica
  - Silene latifolia
  - Silene lerchenfeldiana
  - Silene multiflora
  - Silene nemoralis
  - Silene nivalis
  - Silene noctiflora
  - Silene nutans
  - Silene pendula
  - Silene pusilla
  - Silene rupestris
  - Silene saxifraga
  - Silene sibirica
  - Silene supina
  - Silene thessalonica
  - Silene thymifolia
  - Silene viridiflora
  - Silene viscosa
  - Silene vulgaris = Gușa porumbelului
  - Silene zawadzkii
- Spergula
  - Spergula arvensis = Hrana vacii
  - Spergula morisonii
  - Spergula pentandra
  - Spergularia media
  - Spergularia rubra
  - Spergularia salina
- Stellaria
  - Stellaria alsine
  - Stellaria graminea = Rocoțea
  - Stellaria holostea = Iarbă moale
  - Stellaria longifolia
  - Stellaria media = Rocoină
  - Stellaria neglecta
  - Stellaria nemorum = Steluță
  - Stellaria pallida
  - Stellaria palustris
- Vaccaria
  - Vaccaria hispanica = Floarea călugărului

## Specii din Republica Moldova
Flora Republicii Moldova conține 94 de specii:
- Agrostemma
  - Agrostemma githago =  Negină
- Arenaria
  - Arenaria serpyllifolia =  Studeniță serpilifolie
- Bufonia
  - Bufonia tenuifolia =  Bufonie tenuifolie
- Cerastium
  - Cerastium arvense =  Struna cucoșului de câmp
  - Cerastium dubium (Dichodon viscidum)  =  Dihodon lipicios
  - Cerastium fontanum ssp.triviale =  Struna cucoșului
  - Cerastium holosteoides (Cerastium fontanum)  =  Struna cucoșului de luncă
  - Cerastium nemorale =  Struna cucoșului de dumbravă
  - Cerastium perfoliatum =  Struna cucoșului perfoliată
  - Cerastium semidecandrum =  Struna cucoșului pentandră
  - Cerastium sylvaticum = Struna cucoșului de pădure
  - Cerastium tauricum (Cerastium brachypetalum ssp. tauricum) =  Struna cucoșului de Crimeia
  - Cerastium ucrainicum (Cerastium pumilum) =  Struna cucoșului ucraineană
- Coronaria
  - Coronaria coriacea (Silene coronaria) =  Curcubeu coriaceu
  - Coronaria flos-cuculi =  Curcubeul cucului, Floarea cucului
- Cucubalus
  - Cucubalus baccifer =  Plescaiță baciferă
- Dianthus
  - Dianthus andrzejowskianus =  Garoafă Andrjevschi
  - Dianthus armeria =  Garoafă armeră
  - Dianthus barbatus =  Garoafă bărbată
  - Dianthus borbasii =  Garoafă Borbaș
  - Dianthus campestris =  Garoafă de câmp
  - Dianthus capitatus =  Garoafă capitată
  - Dianthus carbonatus =  Garoafă carbonată
  - Dianthus carthusianorum =  Garoafă cartuziană
  - Dianthus caryophyllus =  Garoafă de grădină
  - Dianthus chinensis =  Garoafă chineză
  - Dianthus deltoides =  Garoafă deltoidee
  - Dianthus guttatus =  Garoafă pătată
  - Dianthus leptopetalus =  Garoafă leptopetală
  - Dianthus marschallii =  Garoafă Marșal
  - Dianthus membranaceus =  Garoafă membranacee
  - Dianthus pallidiflorus = Garoafă palidifloră
  - Dianthus pseudarmeria = Garoafă pseudarmeră, Garoafă pseudarmeroidă
  - Dianthus pseudobarbatus =  Garoafă fals-barbată
- Eremogone
  - Eremogone biebersteinii =  Studeniță Biberștein
  - Eremogone cephalotes =  Studeniță
  - Eremogone micradenia =  Studeniță ucraineană
  - Eremogone rigida =  Studeniță rigidă
- Gypsophila
  - Gypsophila altissima =  Ghipsoriță înaltă
  - Gypsophila collina =  Ghipsoriță de colină
  - Gypsophila glomerata =  Ghipsoriță glomerată
  - Gypsophila muralis (Psammophiliella muralis)  =  Ghipsoriță
  - Gypsophila paniculata =  Ghipsoriță paniculată
- Herniaria
  - Herniaria besseri =  Săpunaș
  - Herniaria glabra =  Iarba feceoarelor glabră
  - Herniaria polygama =  Iarba feceoarelor poligamă
- Holosteum
  - Holosteum umbellatum =  Cuișoriță umbelată
- Kohlrauschia
  - Kohlrauschia prolifera =  Colraușie
- Lychnis
  - Lychnis chalcedonica = Opățel de grădină
- Melandrium
  - Melandrium album =  Opaiță albă
- Minuartia
  - Minuartia glomerata = Mierluță glomerată
  - Minuartia setacea = Mierluță setacee
  - Minuartia viscosa = Mierluță vâscoasă
- Moehringia
  - Moehringia trinervia =  Merinană trinervă
- Myosoton
  - Myosoton aquaticum =  Pleșcăiță de apă
- Oberna
  - Oberna behen =  Obernă obișnuită
  - Oberna crispata =  Obernă crispată
- Paronychia
  - Paronychia cephalotes =  Paronihie
- Petrorhagia
  - Petrorhagia prolifera (Kohlrauschia prolifera) = Petroragie proliferă
  - Petrorhagia saxifraga = Petroragie saxifragă
- Pleconax
  - Pleconax conica =  Pleconax conic
- Sagina
  - Sagina procumbens = Grășătoare culcată
- Saponaria
  - Saponaria officinalis =  Săpunăriță medicinală
- Scleranthus
  - Scleranthus annuus =  Buruiana surpăturii anuală
  - Scleranthus perennis =  Buruiana surpăturii perenă
- Silene
  - Silene alba =  Gușa porumbarului albă
  - Silene armeria =  Gușa porumbarului armeriană
  - Silene borysthenica =  Gușa porumbarului nipreană
  - Silene chlorantha =  Gușa porumbarului verzuie
  - Silene densiflora =  Gușa porumbarului densifloră
  - Silene dichotoma =  Gușa porumbarului dihotomă
  - Silene exaltata =  Gușa porumbarului exaltată
  - Silene longiflora =  Gușa porumbarului longifloră
  - Silene moldavica (Otites moldavicus) =  Gușa porumbarului moldovenească
  - Silene multifllora =  Gușa porumbarului multifloră
  - Silene nemoralis =  Gușa porumbarului de dumbravă
  - Silene noctiflora (Elisanthe noctiflora) =  Gușa porumbarului nocturnă
  - Silene nutans =  Gușa porumbarului nutantă
  - Silene pseudotites (Otites pseudotites) =  Gușa porumbarului pseudoauriculată
  - Silene sibirica =  Gușa porumbarului siberiană
  - Silene viridiflora =  Gușa porumbarului verzifloră
  - Silene viscaria (Viscaria vulgaris)  =  Lipicioasă
  - Silene viscosa = Gușa porumbarului vâscoasă
  - Silene wolgensis (Otites wolgwnsis) =  Gușa porumbarului volgiană
- Spergula
  - Spergula arvensis =  Toriță obișnuită
  - Spergularia marina =  Hrana vacii de mare
  - Spergularia media (Spergularia maritima) =  Hrana vacii medie
  - Spergularia rubra =  Hrana vacii roșie
- Stellaria
  - Stellaria graminea =  Rocoțel gramineu
  - Stellaria holostea =  Rocoțel lanciolat
  - Stellaria media =  Rocoțel mediu
  - Stellaria nemorum =  Rocoțel de dumbravă
- Steris
  - Steris viscaria =  Lipicioasă obișnuită
- Vaccaria
  - Vaccaria hispanica =  Văcăriță spaniolă

## Genuri
- Acanthophyllum
- Achyronychia
- Agrostemma
- Allochrusa
- Ankyropetalum
- Arenaria
- Bolanthus
- Brachystemma
- Bufonia
- Calycotropis
- Cardionema
- Cerastium
- Cerdia
- Chaetonychia
- Colobanthus
- Cometes
- Cyathophylla
- Dadjoua
- Dianthus
- Diaphanoptera
- Dicheranthus
- Drymaria
- Drypis
- Eremogone
- Geocarpon
- Gymnocarpos
- Gypsophila
- Habrosia
- Haya
- Herniaria
- Holosteum
- Honckenya
- Illecebrum
- Kabulia
- Krauseola
- Kuhitangia
- Lepyrodiclis
- Loeflingia
- Microphyes
- Minuartia
- Moehringia
- Moenchia
- Myosoton
- Ochotonophila
- Ortegia
- Paronychia
- Pentastemonodiscus
- Petrorhagia
- Philippiella
- Phrynella
- Pinosia
- Pirinia
- Pleioneura
- Plettkea
- Pollichia
- Polycarpaea
- Polycarpon
- Polytepalum
- Pseudocerastium
- Pseudostellaria
- Pteranthus
- Pycnophyllopsis
- Pycnophyllum
- Reicheella
- Rhodalsine
- Sagina
- Sanctambrosia
- Saponaria
- Schiedea
- Scleranthopsis
- Scleranthus
- Sclerocephalus
- Scopulophila
- Silene
- Spergula
- Spergularia
- Sphaerocoma
- Stellaria
- Stipulicida
- Telephium
- Thurya
- Thylacospermum
- Uebelinia
- Vaccaria
- Velezia
- Wilhelmsia
- Xerotia

## Nite
1. ↑  Reveal System of Classification
2. ↑  Summary of recent systems of angiosperm classification[*] Verificați valoarea |titlelink= (ajutor)
3. ↑  Flowering Plants (PDF)
4. ↑  An Updated Classification of the Class Magnoliopsida (“Angiospermae”)[*], p. 96–97 Verificați valoarea |titlelink= (ajutor)
5. ↑  An update of the Angiosperm Phylogeny Group classification for the orders and families of flowering plants: APG III[*] Verificați valoarea |titlelink= (ajutor)
6. ↑  Beldie Al. Flora României. Determinator ilustrat al plantelor vasculare. București: ed. Academiei Române, 1977-1979, vol. I-II.
7. ↑  Ciocârlan V. Flora ilustrată a României. București: Ceres, 2009.
8. ↑  Flora Republicii Populare Romîne. Redactor principal: Acad. Traian Săvulescu. Volumul II. Editura Academiei Republicii Populare Romîne. București 1953
9. ↑  I. Prodan, Al. Buia. Flora mică ilustrată a României. Ediția a V-a. Editura Agro-Silvică. București, 1966
10. ↑  Гейдеман T. Определитель высших растений Молдавской ССР. Кишинев, 1986.
11. ↑  Negru A. Determinator de plante din flora Republicii Moldova. Chișinău, 2007.